# 卡爾巴拉省
卡爾巴拉省（阿拉伯语：‎）是伊拉克的一個省。面积5,034 km²；人口1 220 005。首府卡爾巴拉是什葉派伊斯蘭教徒心中的聖城。 